# 하이드 앤 식 (2014년 영화)
《하이드 앤 식》(Hide and Seek)은 영국에서 제작된 조안나 코티스 감독의 2014년 멜로/로맨스, 드라마 directed by Joanna Coates 영화이다. 조쉬 오코너 등이 주연으로 출연하였다.
이 영화는 에딘버러 국제 영화제에서 Michael Powell 상을 받았다.

## 출연

### 주연
- 조쉬 오코너
- 한나 아터튼